# Gullimar Åkerlund
Gullimar Åkerlund (folkbokförd Kurt Gullemar Åkerlund), född 16 mars 1952, är tränare  för svenska landslaget i bågskytte. Han har varit tränare på alla nivåer, från juniorlandslag till seniorlandslag, och är fortfarande[när?] verksam tränare för Sveriges handikapplandslag.